# Cheilosia fraterna
Cheilosia fraterna là một loài ruồi trong họ Ruồi giả ong (Syrphidae). Loài này được Meigen mô tả khoa học đầu tiên năm 1830. Cheilosia fraterna phân bố ở vùng Cổ Bắc giới (Đan Mạch)